# Thomas R. Martin
Thomas R. Martin es un historiador estadounidense especializado en el mundo grecorromano. Actualmente ocupa la cátedra "Jeremiah O'Connor" en el Departamento de Estudios Clásicos del College of the Holy Cross en Worcester (Massachusetts), donde dicta cursos acerca de la democracia ateniense, el helenismo y el Imperio romano.
Su campo de investigación abarca tanto la historia de Grecia y Roma como la numismática. Es autor y coautor de varias publicaciones y artículos, de los que cabe mencionar Sovereignty and Coinage in Classical Greece (Princeton University Press, 1985), Ancient Greece: From Prehistoric to Hellenistic Times (Yale University Press, 1992), The Making of the West: Peoples and Cultures (Bedford/St. Martin's, 2 vol., 2001) y Herodotus and Sima Qian: The First Great Historians of Greece and China (Bedford/St. Martin's, 2009), todos ellos reeditados. 
Ha contribuido en reiteradas ocasiones con los documentales producidos por The History Channel, de entre los cuales destaca su participación en la serie "Roma: auge y caída de un imperio". 
Obtuvo su B.A. en Estudios clásicos summa cum laude por la Universidad de Princeton (1970) y su Ph.D. en Filología clásica por la Universidad de Harvard (1978), con estudios de posgrado en el American School of Classical Studies at Athens (1973-75).